# Barbu Știrbei
Barbu Dimitrie Știrbei (n. august 1799, Craiova – d. 12 aprilie 1869, Nisa) a fost domn al Țării Românești în perioadele iunie 1849 - 29 octombrie 1853 și 5 octombrie 1854 - 25 iunie 1856.

## Implicarea în viața politică
Barbu Știrbei era descendent direct al domnului Constantin Brâncoveanu.
Era fratele domnului Gheorghe Bibescu, fiul lui Dimitrie Bibescu și al Ecaterinei Văcărescu. A fost adoptat de unchiul său, marele vornic Barbu C. Știrbey, cu condiția să-i poarte numele. După ce a studiat istoria și științele de stat la Paris (1817 - 1821), a devenit sub domnia lui Alexandru Dimitrie Ghica vistiernic (director al visteriei), pentru ca între 1829 și 1847 să ocupe alte funcții importante în administrația publică: ministru de interne, de culte, de justiție etc. și secretarul comisiei de redactare a Regulamentului Organic.
În timpul studiilor la Paris, în 1819, este inițiat într-o lojă masonică.

## Domn
Barbu Știrbei a fost numit domn al Țării Românești în 1849, odată cu numirea lui Grigore Alexandru Ghica ca domn al Moldovei, „cu consimțirea și învoirea Rusiei, așa cum prevedea Convenția de la Balta-Liman”.
Pe tron s-a dovedit a fi un conducător prudent, activ și bun organizator. Greutățile pe care le-a avut de înfruntat, erau: întreținerea armatei de ocupație ruso-turce (sarcină rămasă și după Convenția de la Balta Liman din 1849) și să facă față puterii prea mari avute de comisarii extraordinari. Abia în 1851, după ce țara se înglodase în datorii grele, a putut să obțină retragerea ocupanților. Știrbei, prin economii și controlul sever al cheltuielilor publice, a reușit să scadă două treimi din datoriile țării și a găsit timp și mijloacele necesare chiar și pentru activități constructive. A ridicat teatrul din București, a redeschis școlile închise pe timpul Revoluției de la 1848, a mai îmbunătățit dispozițiile Regulamentului Organic cu privire la țărani.
Barbu Știrbei a bătut monede fără învoirea Turciei, dar a fost silit de sultan să le retragă din circulație.

## Ocupația austriacă - Îngreunarea situației în Principate
Odată cu noua ocupație rusească (octombrie 1853), s-a retras la Viena împreună cu domnul Moldovei, Grigore Alexandru Ghica, de unde au fost rechemați amândoi (octombrie 1854) să domnească sub ocupație austriacă. Deoarece nu mai aveau deplină libertate de a acționa și se aflau sub tutelă străină, au fost nevoiți să accepte decizii controversate, cum ar fi neprimirea emigranților revoluționari în țară. Cum rușii au pierdut războiul Crimeei (1854 - 1856), Tratatul de la Paris (1856) a luat protectoratul pe care rușii îl aveau asupra Principatelor Române, prin care, pe lângă primirea Basarabiei de Sud (județele Cahul, Bolgrad și Ismail) de către Moldova, obținuseră și dreptul de a se pronunța asupra soartei lor. Imperiul Otoman, care era invitat să convoace adunări în ambele principate sub numele de Divanuri ad-hoc, nu le-a mai prelungit domnia celor doi principi (care erau numiți pe o perioadă de șapte ani, iar termenul expira chiar în 1856), aceștia fiind adepți ai unirii celor două principate. În locul lor au fost numiți caimacami care să prezideze hotărârile poporului.

## Galerie imagini

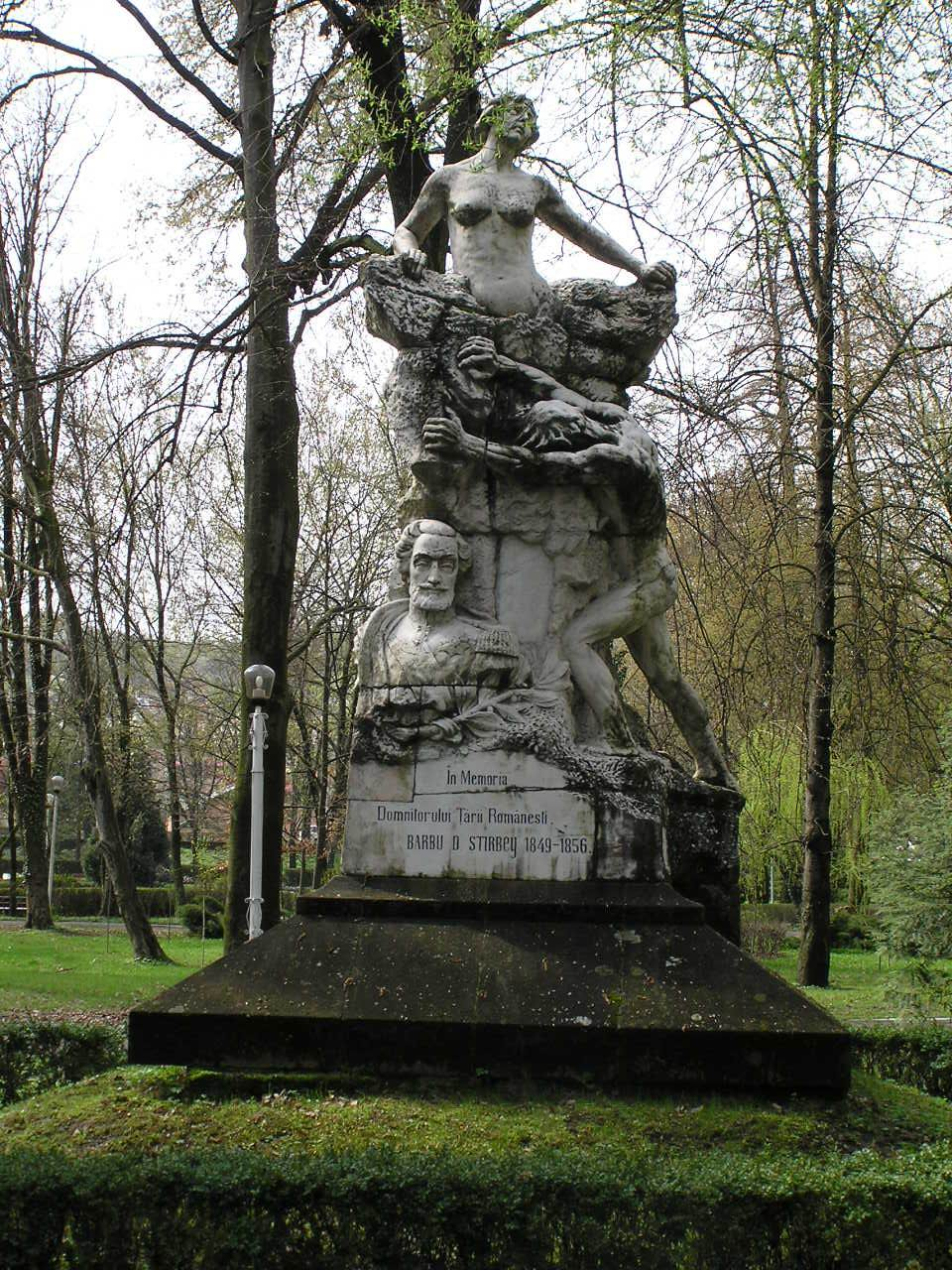
Monument în cinstea lui Barbu Dimitrie Știrbei în parcul Zăvoi din Râmnicu Vâlcea
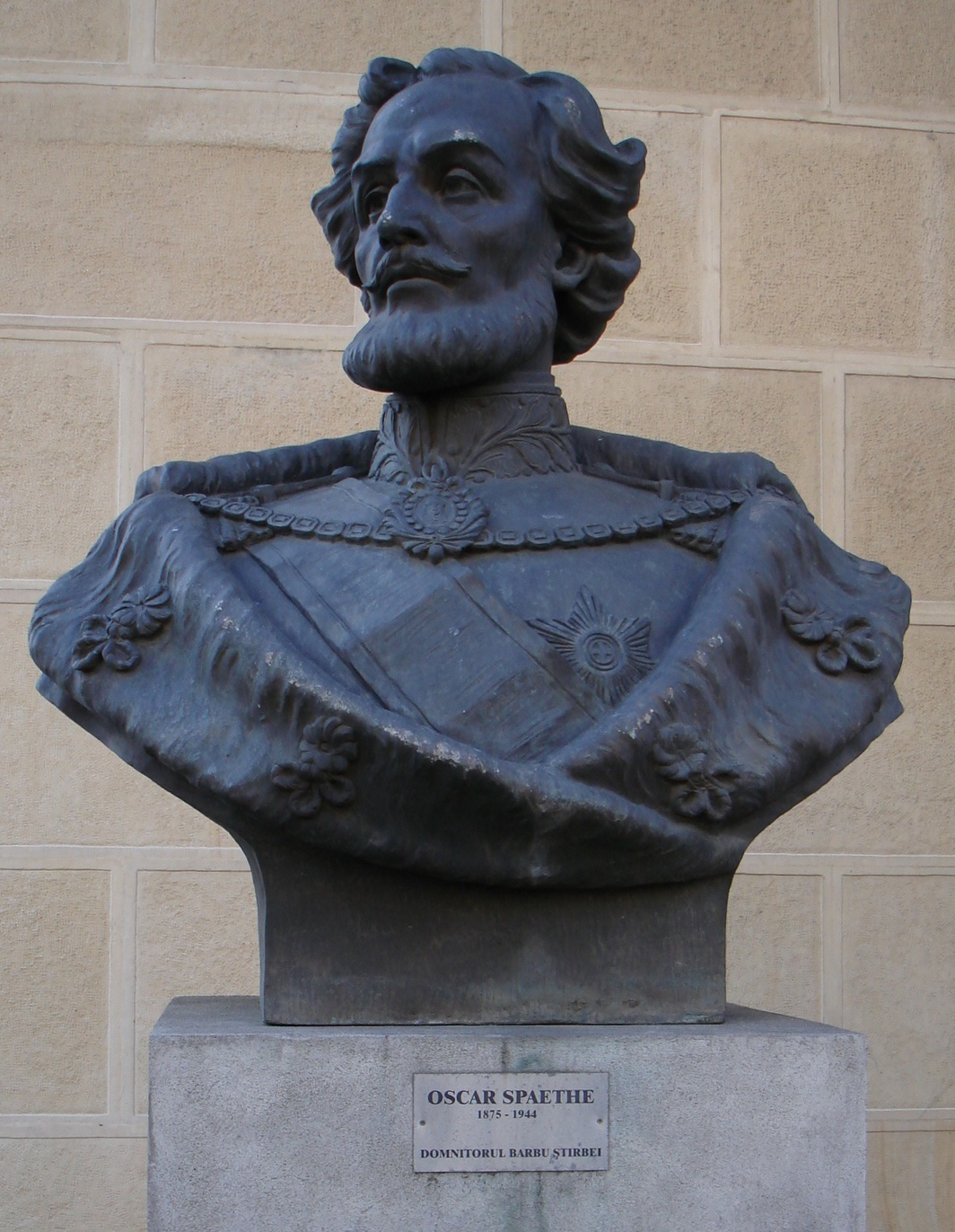
Bustul lui Barbu Dimitrie Știrbei sculptat de Oscar Späthe Se află în curtea Palatului Regal din București, care adăpostește, în prezent, Muzeul Național de Artă al României
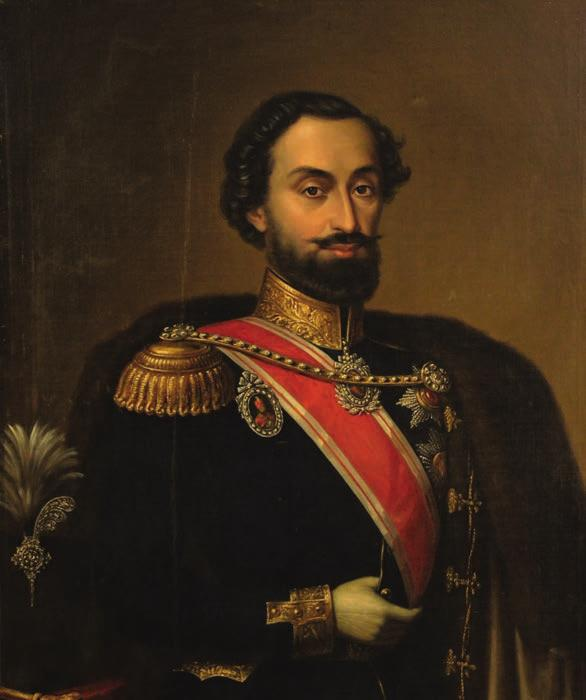
Barbu Dimitrie Știrbei - portret de Mișu Popp
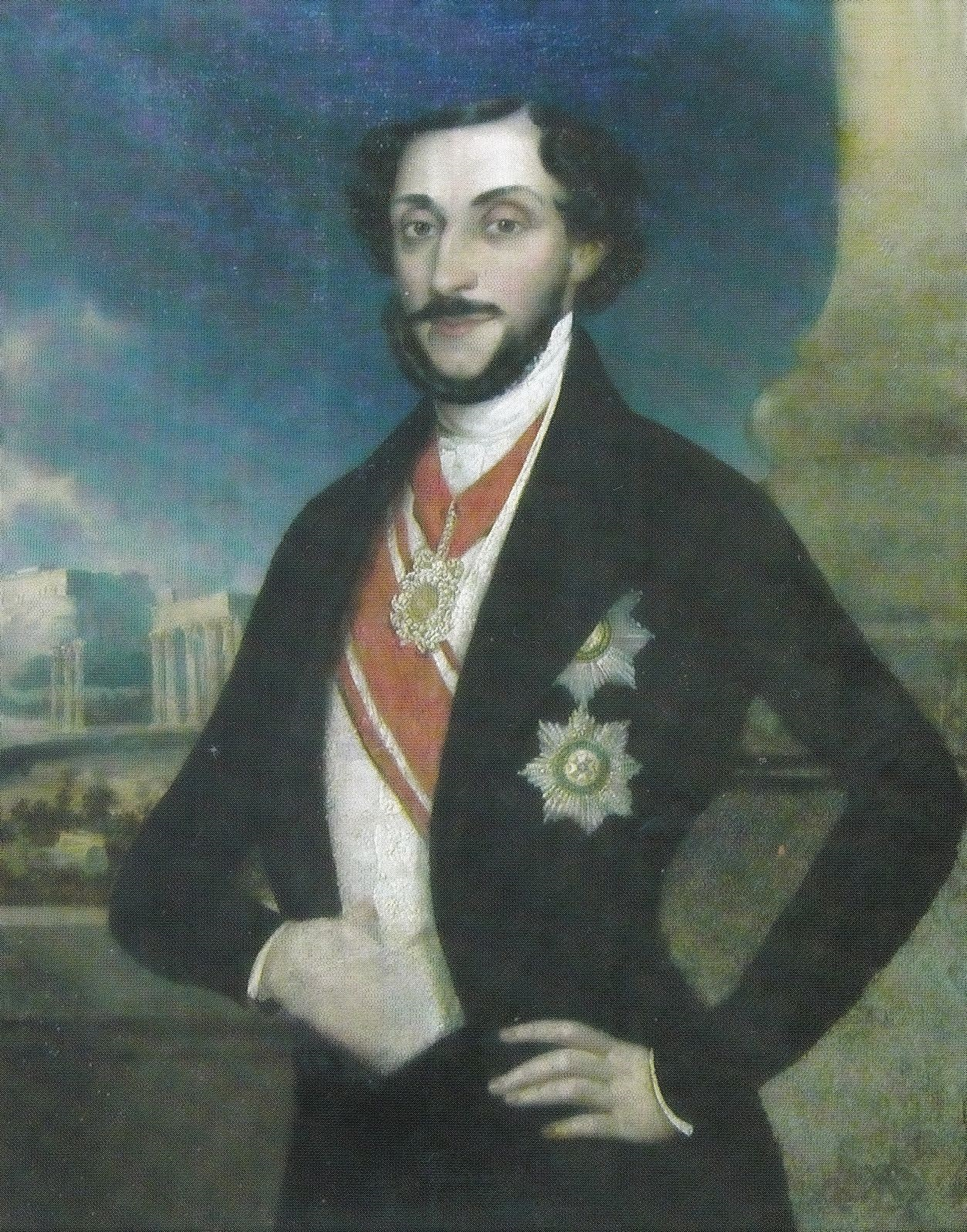
Barbu Știrbei - portret de Ion Negulici